# Tengere korsetzweefvlieg
De tengere korsetzweefvlieg (Neoascia tenur) is een vliegensoort uit de familie van de zweefvliegen (Syrphidae). De wetenschappelijke naam van de soort is voor het eerst geldig gepubliceerd in 1780 door Harris.